# Tverskaïa (métro de Moscou)
Tverskaïa (en russe : Тверска́я et en anglais : Tverskaya) est une station de la ligne Zamoskvoretskaïa (ligne 2 verte) du métro de Moscou. Elle est située sur le territoire de l'arrondissement Tverskoï du district administratif central de Moscou.
Elle est ouverte en 1979, sur la ligne 2 du métro, déjà en service depuis 1938.

## Situation sur le réseau
Établie en souterrain, à 42 mètres sous le niveau du sol, la station Tverskaïa est située au point 10+30 de la ligne Zamoskvoretskaïa (ligne 2 verte), entre les stations, Maïakovskaïa (en direction de Khovrino) et Teatralnaïa (en direction de Alma-Atinskaïa).

## Histoire
La station Gorkovskaïa est mise en service le 20 juillet 1979, sur la deuxième ligne du métro, déjà en service depuis 1938. Le chantier de construction c'est effectué sans avoir à interrompre le trafic de la ligne.
Son nom fait référence à l'écrivain russe Maxime Gorki. Elle est conçue par les architectes Boris Tkhor (ru), Viktor Tcheriomine (ru) et Roman Semerdjyev c'est une station sur pylônes typique de style soviétique, avec un quai central, décorée de marbre gris avec le sol en granit rouge.
Elle est renommée Tverskaïa le 5 novembre 1990 en référence à la rue Tverskaïa où débouche l'une de ses sorties.

## Services aux voyageurs

### Accès et accueil
Trois autres sorties donnent respectivement sur la Place Pouchkine, le boulevard de la Passion et le boulevard Tverskoï.

Installations
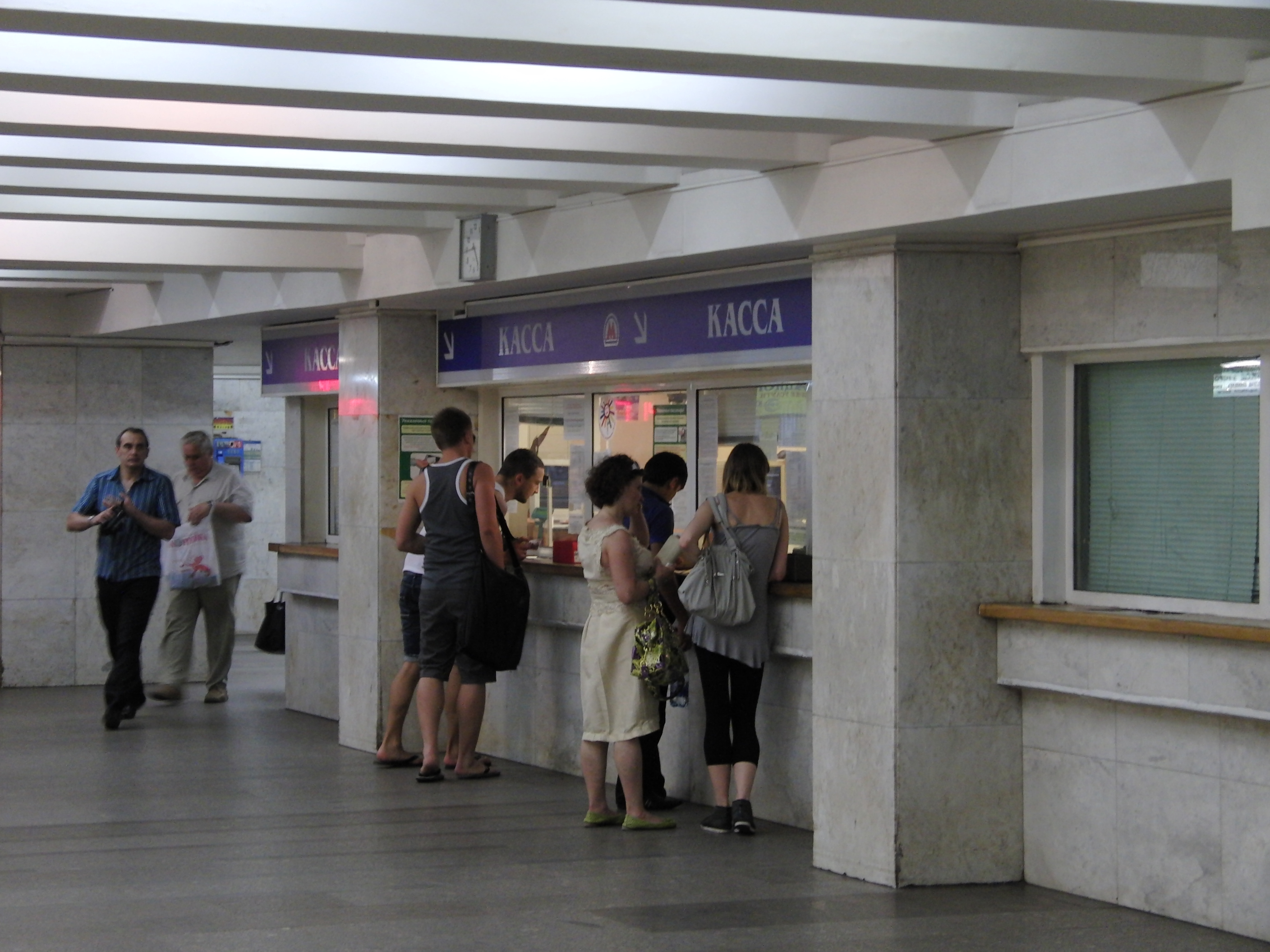
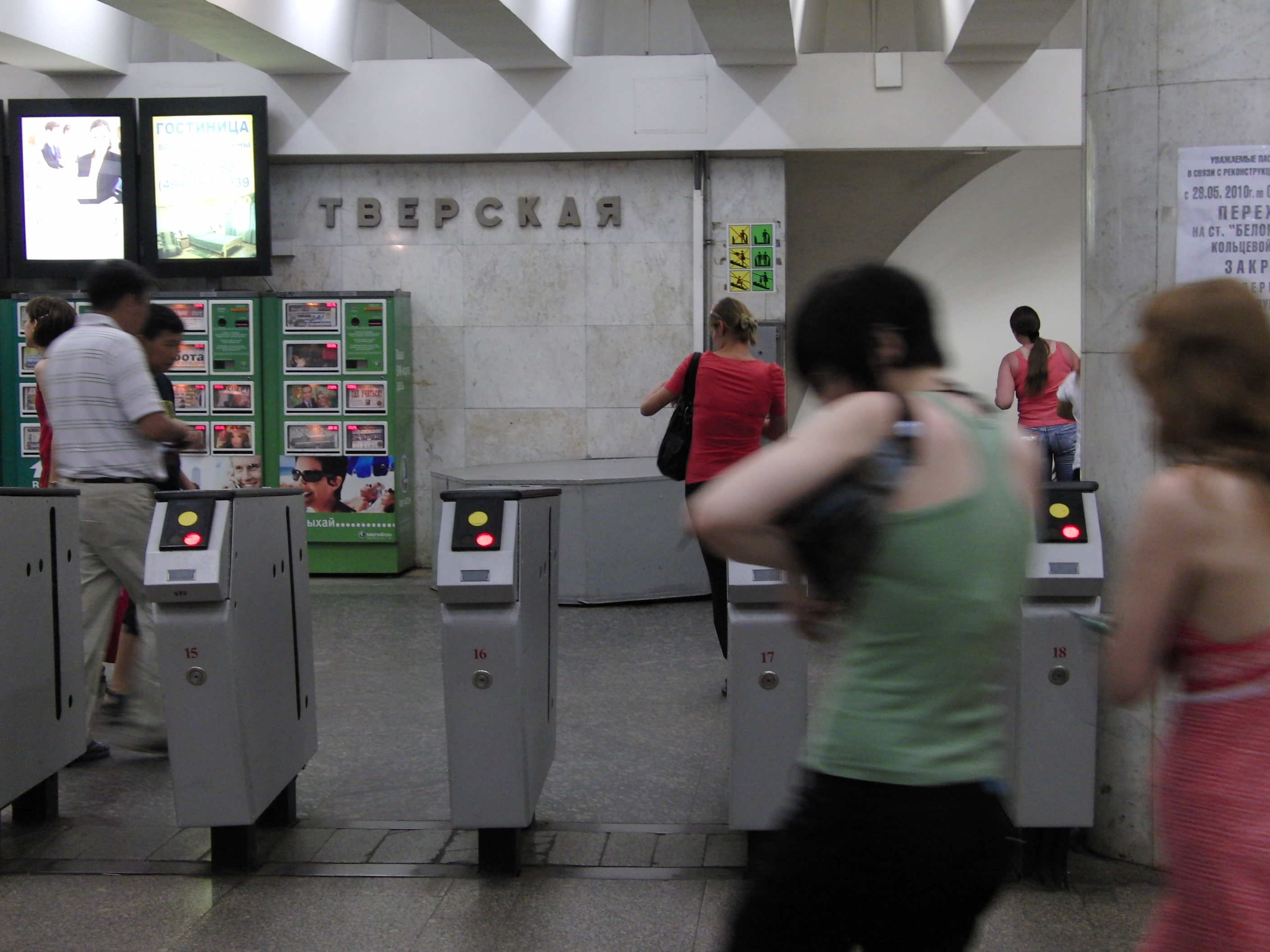
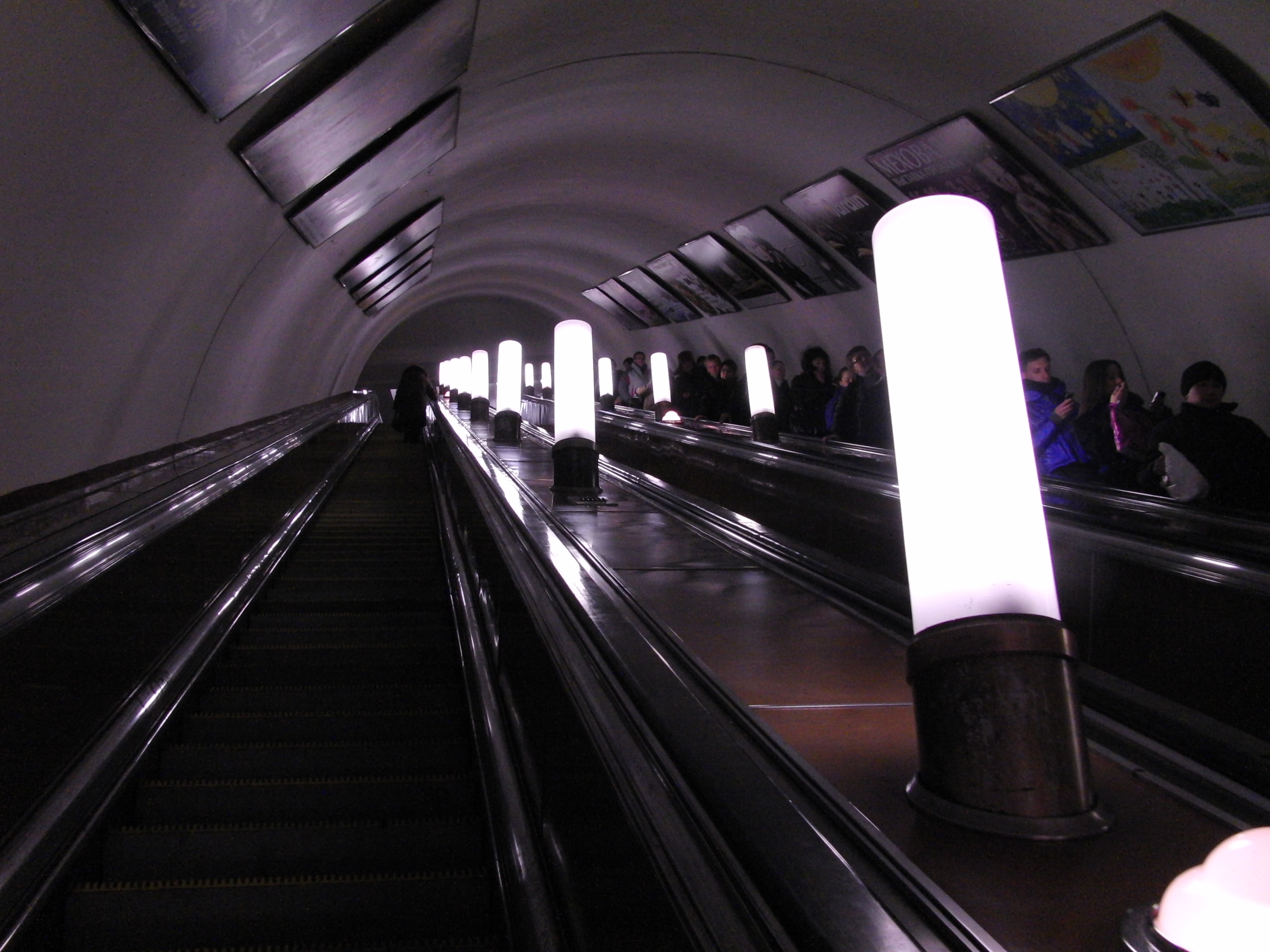

### Desserte
Tverskaïa est desservie par les rames de la ligne Zamoskvoretskaïa (ligne 2 verte).

Installations et desserte
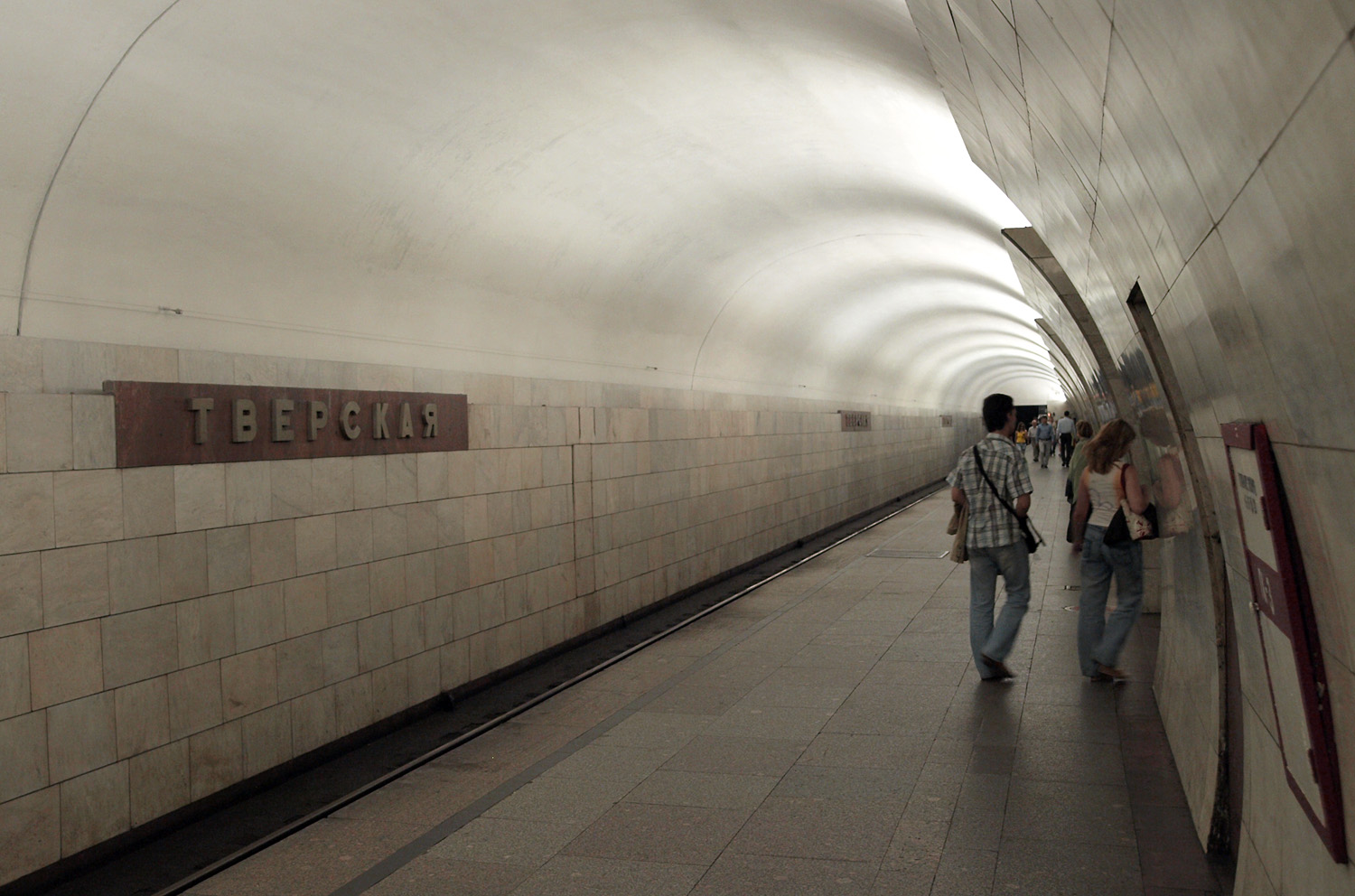
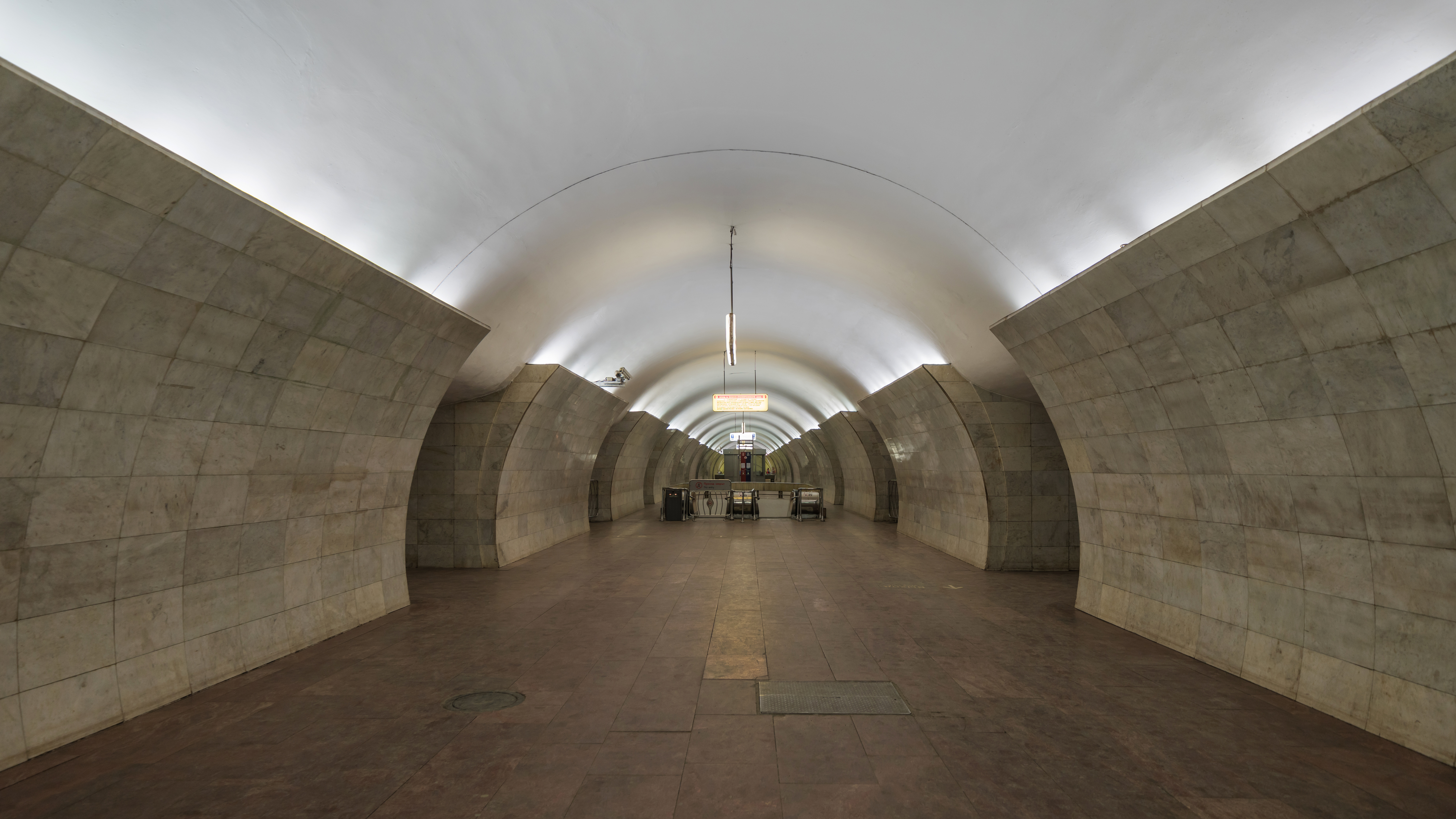
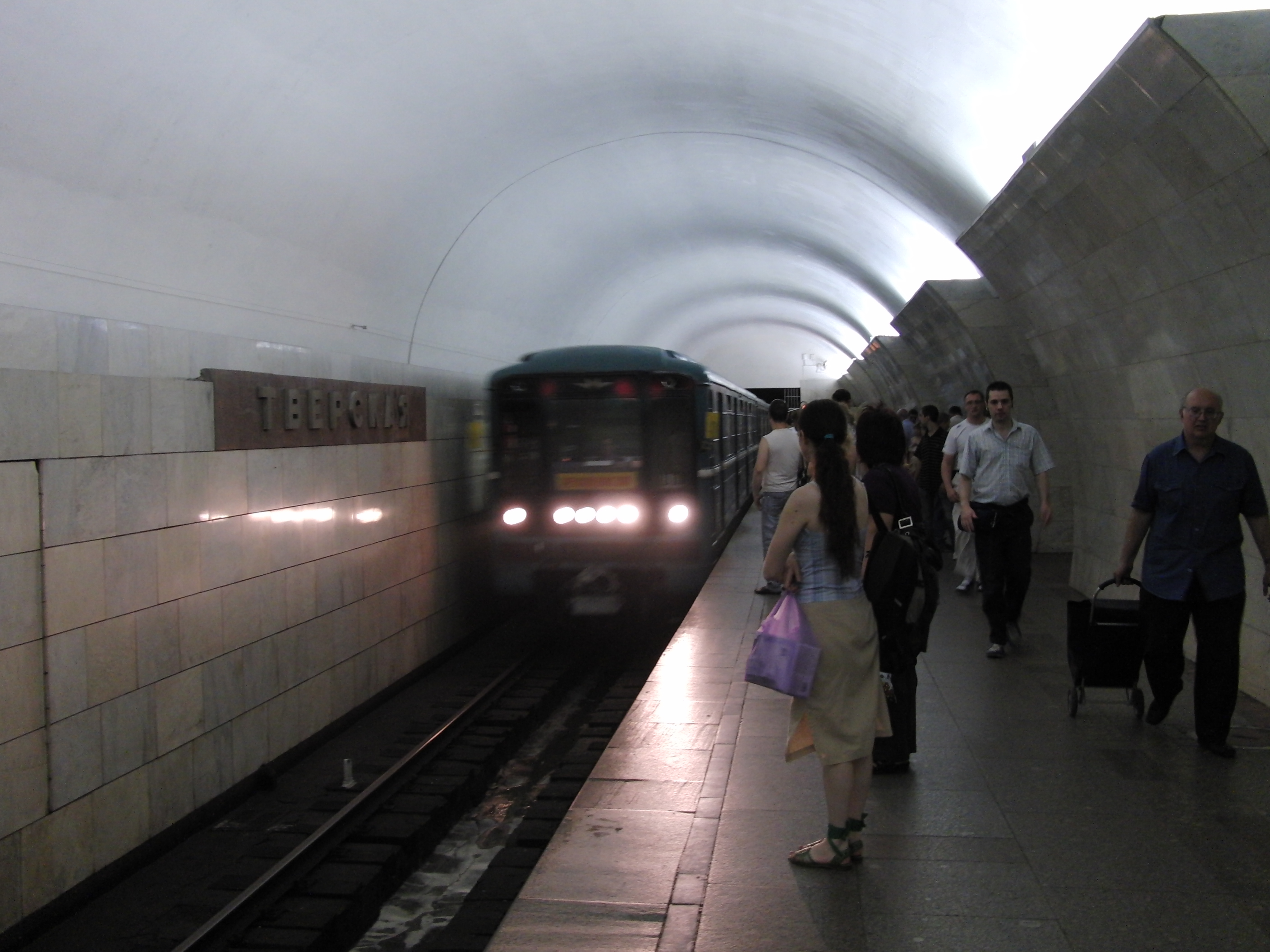